# نيكولاي إيليتش بوكروفسكي
نيكولاي إيليتش بوكروفسكي (1897؛ خاركوف، الإمبراطورية الروسية – 12 مارس 1946 ؛ روستوف، الاتحاد السوفييتي) - مؤرخ سوفيتي ومتخصص في شؤون القوقاز، وأستاذ، وأول عميد لكلية التاريخ وعلم اللغة في جامعة روستوف الحكومية. والد المؤرخ السوفييتي والروسي، الأكاديمي في الأكاديمية الروسية للعلوم نيكولاي بوكروفسكي.